# 10
سنة 10 م كانت سنة بسيطة تبدأ يوم الأربعاء (الرابط يظهر نموذج التقويم الكامل للسنة) من التقويم اليولياني. بدأت تسمية السنة ب10 منذ العصور الوسطى المبكرة، عندما أصبح تقويم أنو دوميني هو الأسلوب السائد في أوروبا لتسمية السنوات.
كانت تُعرف في جميع أنحاء الإمبراطورية الرومانية باسم سنة قنصلية دولابيلا وسيلانوس (أو في كثير من الأحيان عام 763 من تاريخ الميلاد).

## أحداث

### حسب المكان

#### الإمبراطورية الرومانية
- التفريق بين قبائل التيتونيين المحلية وقبائل إرمينونيون.
- تبني مجلس الشيوخ سيلانيا.

#### آسيا الوسطى
- نهاية سلالة يوثيديم، وهي سلالة يونانية في باختر.

#### الصين
- مغتصب العرش وانغ مانغ (الذي حكم خلال فترة خلو العرش القصيرة المعروفة باسم سلالة شين) يحظر الشراء الخاص أو استخدام القوس الإفرنجية. على الرغم من ذلك اشترى ليو شيو الإمبراطور اللاحق جوانجوو من هان، بشراء الأقواس في شتاء عام 22 بعد الميلاد للمساعدة في تمرد شقيقه ليو يان ولي تونغ.

انتهاء المملكة الهندية الإغريقية، باحتلالها من قبل الهنود السكثيين.

## مواليد
- هيرو السكندري.